# Episodi di Perry Mason (nona stagione)
La nona stagione della serie televisiva Perry Mason è andata in onda negli Stati Uniti dal 12 settembre 1965 al 22 maggio 1966 sulla CBS.
| nº | Titolo originale                    | Prima TV USA      | Titolo italiano              | Prima TV Italia |
| -- | ----------------------------------- | ----------------- | ---------------------------- | --------------- |
| 1  | The Case of the Laughing Lady       | 12 settembre 1965 |                              |                 |
| 2  | The Case of the Fatal Fortune       | 19 settembre 1965 |                              |                 |
| 3  | The Case of the Candy Queen         | 26 settembre 1965 | La regina dei cioccolatini   |                 |
| 4  | The Case of the Cheating Chancellor | 3 ottobre 1965    | Prova d'esami                |                 |
| 5  | The Case of the Impetuous Imp       | 10 ottobre 1965   |                              |                 |
| 6  | The Case of the Carefree Coronary   | 17 ottobre 1965   | Un infarto senza conseguenze |                 |
| 7  | The Case of the Hasty Honeymooner   | 24 ottobre 1965   | Nozze al veleno              |                 |
| 8  | The Case of the 12th Wildcat        | 31 ottobre 1965   |                              |                 |
| 9  | The Case of the Wrathful Wraith     | 7 novembre 1965   | Voci dell'oltretomba         |                 |
| 10 | The Case of the Runaway Racer       | 14 novembre 1965  | Giallo all'autodromo         |                 |
| 11 | The Case of the Silent Six          | 21 novembre 1965  |                              |                 |
| 12 | The Case of the Fugitive Fraulein   | 28 novembre 1965  | Una giusta causa             |                 |
| 13 | The Case of the Baffling Bug        | 12 dicembre 1965  | Spionaggio industriale       |                 |
| 14 | The Case of the Golden Girls        | 19 dicembre 1965  | Ragazze d'oro                |                 |
| 15 | The Case of the Bogus Buccaneers    | 9 gennaio 1966    | Il bucaniere                 |                 |
| 16 | The Case of the Midnight Howler     | 16 gennaio 1966   | Adams 27389                  |                 |
| 17 | The Case of the Vanishing Victim    | 23 gennaio 1966   | La vittima scomparsa         |                 |
| 18 | The Case of the Golfer's Gambit     | 30 gennaio 1966   | Segreto professionale        |                 |
| 19 | The Case of the Sausalito Sunrise   | 13 febbraio 1966  |                              |                 |
| 20 | The Case of the Scarlet Scandal     | 20 febbraio 1966  | Mistero a Scarlet Point      |                 |
| 21 | The Case of the Twice-Told Twist    | 27 febbraio 1966  | Lenny                        |                 |
| 22 | The Case of the Avenging Angel      | 13 marzo 1966     | L'angelo vendicatore         |                 |
| 23 | The Case of the Tsarina's Tiara     | 20 marzo 1966     |                              |                 |
| 24 | The Case of the Fanciful Frail      | 27 marzo 1966     | Nozze Segrete                |                 |
| 25 | The Case of the Unwelcome Well      | 3 aprile 1966     | La moneta di Japar           |                 |
| 26 | The Case of the Dead Ringer         | 17 aprile 1966    |                              |                 |
| 27 | The Case of the Misguided Model     | 24 aprile 1966    | Biancaneve                   |                 |
| 28 | The Case of the Positive Negative   | 1º maggio 1966    | Il negativo                  |                 |
| 29 | The Case of the Crafty Kidnapper    | 15 maggio 1966    | Quarto potere                |                 |
| 30 | The Case of the Final Fadeout       | 22 maggio 1966    | L'ultimo caso                |                 |

## The Case of the Laughing Lady
- Prima televisiva: 12 settembre 1965
- Diretto da: Jesse Hibbs
- Scritto da: Orville Hampton

### Trama
- Guest star: John Gallaudet (giudice), Mickey Manners (Lenny Linden), Michael Rye (commentatore), Shirley O'Hara (sovrintendente), Constance Towers (Leona Devore), Jean Hale (Carla Chaney), John Abbott (dottor Durwood Tobey), Bernard Fox (Peter Stange), John Dall (Roan Daniel), Allison Hayes (Cho Sin), Irene Anders (matrona)

## The Case of the Fatal Fortune
- Prima televisiva: 19 settembre 1965
- Diretto da: Arthur Marks
- Scritto da: William Bast

### Trama
- Guest star: Grandon Rhodes (giudice), James Lanphier (Marius Stone), Nora Marlowe (padrona di casa), Belle Mitchell (vagabonda), Julie Adams (Patricia L. Kean), Lee Philips (Gordon Evans), Jesse White (Max Armstead), Ford Rainey (dottor Fisher), Nan Martin (Beth Fuller), Dean Harens (Daniel Buckley), Alex Bookston (impiegato)

## The Case of the Candy Queen
- Prima televisiva: 26 settembre 1965
- Diretto da: Jesse Hibbs
- Scritto da: Orville Hampton, Robb White

### Trama
- Guest star: Sam Flint (vecchio), Lee Miller (sergente Brice), Russ Whiteman (Steward), Charles Stroud (impiegato di corte), Nancy Gates (Claire Armstrong), Patricia Smith (Wanda Buren), Nina Shipman (Carol Olin), Robert Rockwell (Ed Purvis), H. M. Wynant (Tony Mario), John Napier (Mark Chester), John Archer (Harry Arnold), Kenneth R. MacDonald (giudice), Kitty Kelly (padrona di casa), Walter Mathews (Intern), William Boyett (detective), Bebe Kelly (cappellaia)

## The Case of the Cheating Chancellor
- Prima televisiva: 3 ottobre 1965
- Diretto da: Arthur Marks
- Scritto da: Lawrence L. Goldman

### Trama
- Guest star: Linda Leighton (Mrs. Hyatt), Adrienne Ellis (Myra Finley), Phil Chambers (guardia), Joseph Mell (esaminatore medico), Peter Helm (Bob Hyatt), Louise Latham (Shirley Logan), James Noah (Van Fowler), Michael Walker (Joe Price), Barry Atwater (dottor Stuart Logan), Peter Hobbs (James Hyatt), Jay Barney (procuratore distrettuale), Lee Meriwether (Evelyn Wilcox), Stacy Keach, Sr. (giudice)

## The Case of the Impetuous Imp
- Prima televisiva: 10 ottobre 1965
- Diretto da: Arthur Marks
- Soggetto di: Erle Stanley Gardner

### Trama
- Guest star: Clay Tanner (ufficiale), Lee Miller (sergente Brice), Rand Brooks (allenatore), Helen Gerald (matrona), Stuart Erwin (Henry Simmons), Bonnie Jones (Diana Carter), Hanna Landy (Helga Dolwig), Don Dubbins (Bill Vincent), Jeff Cooper (Henning Dolwig), Frank Marth (Mike Carson), Richard Webb (Addison Powell), James McCallion (Harvey Blake), Byron Morrow (giudice), Michael Fox (dottor Lund), Ed Prentiss (giudice Morton), Wally West (Shelter Man)

## The Case of the Carefree Coronary
- Prima televisiva: 17 ottobre 1965
- Diretto da: Jesse Hibbs
- Scritto da: Orville Hampton

### Trama
Mason viene consultato da una piccola compagnia assicuratrice, presieduta da Reve Watson, che è in difficoltà per dover pagare grossi indennizzi per un numero elevato di infarti con conseguenze non letali ma di invalidità.
Mason indaga, insieme a Dennison Groody, dipendente della società di assicurazione, in particolare sul caso Jack David che, dopo un infarto, sembra in perfetta salute. Jack David tuttavia ha, poco dopo, un secondo infarto e muore.
Mason viene accusato di omicidio colposo.
- Guest star: Alexander Lockwood (vice), Dan Seymour (Nappy Tyler), Tommy Farrell (TV Reporter), William Woodson (dottor Willard Sholby), Robert Emhardt (Arthur Wendell), Bruce Bennett (Reve Watson), Benny Baker (Jerry Ormond), Whit Bissell (Dennison Groody), David Lewis (Wallis Lamphier), Lawrence Montaigne (dottor Chauncy Hartlund), Hal Baylor (Jack David), Joseph Sirola (dottor Raul Caudere), Shirley Mitchell (Marilyn David), Tracy Morgan (Doreen Wilde), Jay Weston (reporter)

## The Case of the Hasty Honeymooner
- Prima televisiva: 24 ottobre 1965
- Diretto da: Arthur Marks
- Soggetto di: John Elliotte

### Trama
- Guest star: Al Checco (esaminatore medico), Mark Tapscott (sergente Woodward), Thom Carney (negoziante), William Keene (giudice), Noah Beery Jr. (Lucas Tolliver), K. T. Stevens (Alice Munford), Hugh Marlowe (Guy Munford), Cathy Downs (Millicent Barton), Richard Evans (Larry Dunlap), Strother Martin (Roy Hutchinson), Robert Colbert (Carl Snell), Lee Miller (sergente Brice)

## The Case of the 12th Wildcat
- Prima televisiva: 31 ottobre 1965
- Diretto da: Jesse Hibbs
- Scritto da: Ernest Frankel

### Trama
- Guest star: Cliff Livingston (se stesso), Roman Gabriel (se stesso), Mel Profit (Ski), Marlin McKeever (se stesso), Mona Freeman (Ellen Payne), Bill Williams (Burt Payne), Regis Toomey (Andy Grant), John Conte (Jud Warner), Karl Swenson (Unk Hazekian), Robert Quarry (Casey Banks), Roy Roberts (Harvey Skeen), Clark Howat (dottore), Willis Bouchey (giudice), George Cisar (barista), Ivy Bethune (Mrs. Frye), Tommy Farrell (reporter), Patrick Riley (ufficiale di polizia), Lee Miller (sergente Brice), Sue England (receptionist), Howard Wright (conducente), Lindon Crow (Assistant Coach), Joe Scibelli (se stesso), Bill Munson (se stesso), Don Chuy (se stesso), Paul Power (reporter)

## The Case of the Wrathful Wraith
- Prima televisiva: 7 novembre 1965
- Diretto da: Arthur Marks
- Scritto da: Henry Farrell

### Trama
- Guest star: Jack Carol (reporter), George Conrad (reporter), John Hart (Jamison Selff), Cecil Elliott (donna), Jeanne Bal (Rosemary Welch), Marian McCargo (Louise Selff), Douglas Dick (Ted Harberson), Lee Farr (Glenn Arcott), Gene Lyons (Ralph Balfour), Walter Brooke (vice D.A.), Winnie Collins (Willa Saint Sutton), Robert Easton (Ed Allison), Geraldine Wall (Mrs. Stallman), Byron Morrow (giudice), Don Dillaway (reporter), Henry Hunter (dottore), Frank Biro (giudice), Lester Dorr (fotografo), Mari Lynn (donna)

## The Case of the Runaway Racer
- Prima televisiva: 14 novembre 1965
- Diretto da: Jesse Hibbs
- Scritto da: Sy Salkowitz

### Trama
- Guest star: Michael Harris (Blake Leonard), Jimmy Cross (ubriaco), Lawrence Green (medico), Paul Winfield (Mitch), Hank Brandt (Pete Griston), Jan Shepard (Marge Leonard), Anthony Caruso (Harvey Rettig), Michael Constantine (Pappy Ryan), Richard Eastham (Oliver Stone), Gavin MacLeod (Dan Platte), Robert H. Harris (Marty Webb), Seamon Glass (Joe)

## The Case of the Silent Six
- Prima televisiva: 21 novembre 1965
- Diretto da: Jesse Hibbs
- Scritto da: William Bast

### Trama
- Guest star: Walter Mathews (reporter), John Heath (Arch), Dale van Sickel (Joe Oliver), Peter Baron (Monk Coleman), Skip Homeier (sergente Dave Wolfe), Dianne Foster (Linda Blakely), Cyril Delevanti (Craig Jefferson), Virginia Gregg (Flo Oliver), David Macklin (Ron Peters), Hampton Fancher (Hamp Fisher), Chris Noel (Susan Wolfe), Tyler MacDuff (Herb Jackson), Kenneth R. MacDonald (giudice Carter (Kenneth MacDonald), Lee Miller (sergente Brice)

## The Case of the Fugitive Fraulein
- Prima televisiva: 28 novembre 1965
- Diretto da: Arthur Marks
- Scritto da: Jonathan Latimer

### Trama
Il Prof. Hans Ritter intende consegnarsi alla Germania Est pur di permetter a sua nipote di venire negli Stati Uniti. Durante le trattative, a Berlino, la moglie del professore, Emma, è accusata di un omicidio. Perry Mason si incarica della difesa in Germania Est.
- Guest star: Hans Heyde (guardia di corte), Horst Ebersberg (guardia), George Perina (magistrato), Charles H. Radilak (magistrato), Susanne Cramer (Gerta), Jeanette Nolan (Emma Ritter), Gregory Morton (Wolfgang Stromm), Kevin Hagen (Samuel Carleton), Ronald Long (Franz Hoffer), Lilyan Chauvin (matrona), Wolfe Barzell (Prof. Hans Ritter), Eileen Baral (Elke), Barbara Morrison (donna magistrato), Peter Hellman (sergente tedesco), Shony Alex Braun (violinista)

## The Case of the Baffling Bug
- Prima televisiva: 12 dicembre 1965
- Diretto da: Vincent McEveety
- Scritto da: Orville Hampton

### Trama
- Guest star: S. John Launer (giudice), Teru Shimada (dottor Maseo Tachikawa), Bob Okazaki (manager), Mary Treen (Bess), Grant Williams (dottor Todd Meade), Dee Hartford (Rhonda Coleridge), Ben Cooper (Lowell Rupert), Aliza Gur (dottoressa Nina Revelli), Gilbert Green (dottor Malcolm Scranton), Bryan O'Byrne (Horace Lehigh), Nancy Hsueh (Geisha)

## The Case of the Golden Girls
- Prima televisiva: 19 dicembre 1965
- Diretto da: Jesse Hibbs
- Soggetto di: Erle Stanley Gardner

### Trama
- Guest star: Lee Miller (sergente Brice), Lee Frederick (sergente Eggers), Annazette Chase (Teddy Bear), Charles Stroud (Ad-Lib Man), Philip Bourneuf (Victor Montalvo), Paula Stewart (Beverly Garnett), Victoria Vetri (Debbie Conrad), Mark Roberts (Irving Florian), Jean Engstrom (Corinne Richland), George N. Neise (Stacey Garnett), Bruce Glover (Rick Durbin), John Gallaudet (giudice), Nancy Czar (Teddy Bear)

## The Case of the Bogus Buccaneers
- Prima televisiva: 9 gennaio 1966
- Diretto da: Arthur Hiller
- Scritto da: Henry Farrell

### Trama
- Guest star: Hugh Warden (ufficiale), Jack Swanson (ufficiale), Jack Shea (ufficiale), John Underhill (ufficiale), Rhodes Reason (Martin Eldridge), Patricia Cutts (Ann Eldridge), Mary Mitchel (Beth Polk), Kathleen Crowley (Grace Knapp), Richard Jaeckel (Mike Woods), John Milford (Clayton Douglas), Steve Harris (Tony Polk), Michael Fox (Abe Heyman), Leonard Stone (Harlan Keen), Willis Bouchey (giudice), Meg Wyllie (Mrs. Webb), Lee Miller (sergente Brice), Len Hendry (ufficiale), Linda Lee (ragazza negli uffici del giornale), John Strong (avventuriero), Patricia Joyce (receptionist)

## The Case of the Midnight Howler
- Prima televisiva: 16 gennaio 1966
- Diretto da: Jesse Hibbs
- Scritto da: Robert Kent

### Trama
Barney Austin è il protagonista di una trasmissione radiofonica notturna. Una notte, mentre è in onda, si mette in contatto telefonico con il suo boss ed assiste (trasmettendolo in onda) ad un omicidio.
- Guest star: Pitt Herbert (esaminatore medico), Grandon Rhodes (giudice), Marc Desmond (Control Room Man), Lee Miller (sergente Brice), Lee Patterson (Dan Thorne), Myrna Fahey (Holly Andrews), Daniel J. Travanti (Barney Austin), Alan Baxter (Gorden Sellers), Cathleen Cordell (Clara Michaels), Ian Wolfe (Abel Jackson), Phil Arnold (meccanico)

## The Case of the Vanishing Victim
- Prima televisiva: 23 gennaio 1966
- Diretto da: Harmon Jones
- Soggetto di: Erle Stanley Gardner

### Trama
- Guest star: Carol Brewster (Ruth Kavanaugh), Carl Prickett (addetto alle operazioni), Lee Miller (sergente Brice), Tom Vize (cancelliere), Lisa Gaye (Laraine Keely), Jeanne Cooper (Miriam Fielding), George D. Wallace (Stacey Fielding), Richard Erdman (Jud Bennett), Russell Arms (Reed Kavanaugh), John Matthews (ispettore F.A.A.), S. John Launer (giudice Telford), John Goddard (Al Dolby), Glen Vernon (McGill)

## The Case of the Golfer's Gambit
- Prima televisiva: 30 gennaio 1966
- Diretto da: Jesse Hibbs
- Soggetto di: John Elliotte

### Trama
- Guest star: Ted Stanhope (Butler), Bill Brundige (annunciatore), Bud Perkins (fotografo), Maurice Wells (Golf Official), Carl Reindel (Danny Bright), Nancy Kovack (Dina Brandt), Harry Townes (Erwin Brandt), Phyllis Hill (Alma Farley), Dennis Patrick (Chick Farley), Don Dubbins (Bill Vincent), Alan Reed, Jr. (Jim Harrell), Bartlett Robinson (Edward "Pat" Patterson), Gertrude Flynn (Rosalind - Mrs. Hedrick), Regina Gleason (Rosalie), Byron Morrow (giudice), Maureen Gaffney (Operator P.A. Voice)

## The Case of the Sausalito Sunrise
- Prima televisiva: 13 febbraio 1966
- Diretto da: Jesse Hibbs
- Scritto da: Ernest Frankel, Orville Hampton

### Trama
- Guest star: Bebe Kelly (infermiera), Dirk Evans (detective), Charles Cirillo (cameriere), Linda Burton (infermiera studentessa), Francine York (Bobbi Dane), Donald Murphy (Francis Clune), Mark Tapscott (sergente Deke Bradley), Allan Melvin (Bert Kannon), Peter Mamakos (Olaf Deering), Elisabeth Fraser (Estelle Paige), Richard Angarola (Campbell Boyd), Stanley Clements (Floyd Walters), Steve Conte (Mac), Paul Genge (Bud), Kenneth R. MacDonald (giudice), Bill Erwin (inserviente al bancone), Lee Miller (sergente Brice)

## The Case of the Scarlet Scandal
- Prima televisiva: 20 febbraio 1966
- Diretto da: Jerry Hopper
- Scritto da: Kenneth M. Rosen

### Trama
- Guest star: Jack Swanson (vice), Carl Prickett (Mark), Paul Sorenson (vice), Alex Bookston (reporter), Will Hutchins (Donald Hobart), Gene Evans (Moose Dalton), Luana Patten (Cynthia Perkins), Mala Powers (Elaine Bayler), Lloyd Gough (Richard Bayler), Clinton Sundberg (Aaron Chambers), Richard Devon (Ed Kesko), Dee Pollock (Howard Bayler), Connie Gilchrist (Natasha), Blair Davies (C. A. Woodmire), William Keene (giudice Seymour), Walter Stocker (Charlie Horgan), Pat McCaffrie (reporter)

## The Case of the Twice-Told Twist
- Prima televisiva: 27 febbraio 1966
- Diretto da: Arthur Marks
- Scritto da: Orville Hampton, Ernest Frankel

### Trama
- Guest star: Helen Kleeb (Welfare Worker), Byron Morrow (giudice), Coby Denton (ufficiale), Will J. White (vice proc.), Victor Buono (Ben Huggins), Kevin O'Neal (Lennie Beale), Scott Graham (Bill Sikes), Lisa Pera (Donna Reales), Lisa Seagram (Robin Spring), Nicolas Surovy (Tick Gleason), Marc Rambeau (Jody Laird), Harry Holcombe (giudice), Keg Johnson (Lester), Judson Pratt (Tom Loman), Beverly Powers (Sue), Harlan Warde (sergente Roddin), Jim Farley (ufficiale)

## The Case of the Avenging Angel
- Prima televisiva: 13 marzo 1966
- Diretto da: Jerry Hopper
- Scritto da: Lawrence L. Goldman

### Trama
- Guest star: Michael McGiveney (tecnico), Douglas Evans (giudice), Mary Statler (donna), John McKee (poliziotto), Richard Carlson (Clete Hawley), Sue Ane Langdon (Dorothy "Dotty" Merrill), Lurene Tuttle (Henny McLeod), Chick Chandler (Riff Lawler), Paul Stewart (Cameron Burgess), Martin Horsey (Sandy Chester), Patricia Owens (June Burgess), Sandy Descher (Sherry Lawler), Christopher Riordan (tecnico)

## The Case of the Tsarina's Tiara
- Prima televisiva: 20 marzo 1966
- Diretto da: Harmon Jones
- Scritto da: Ernest Frankel, Orville Hampton

### Trama
- Guest star: Kenneth R. MacDonald (giudice), Ray Hemphill (ufficiale), Larry Barton (spettatore), Dante Orgalini (Dinaldo), Virginia Field (Madame Sonya Galinova), Kendall Clark (Gerard Van Ness), Vivienne Segal (Pauline Thorsen), Leonid Kinskey (Vyacheslav Gerznov), Wesley Addy (Joachim DeVry), Phillip Terry (Rolf Thorsen), Janet De Gore (Lisabeth Wells), Carlos Romero (Ricardo Arena), Barbara Perry (assistente), Lew Brown (ufficiale), Lee Miller (sergente Brice), Rodolfo Hoyos, Jr. (Rizal), Willis Robards (Alvin McCauley), Fay King (assistente/addetto), Fred Krone (Nils Dorow)

## The Case of the Fanciful Frail
- Prima televisiva: 27 marzo 1966
- Diretto da: Jesse Hibbs
- Scritto da: Orville Hampton, Ernest Frankel

### Trama
- Guest star: Marshall Kent (Ed Thomas), Timothy Blake (cameriera), Lee Miller (sergente Brice), Seamon Glass (conducente), Pippa Scott (Ethel Andrews), Barry Kelley (Mr. Park Milgrave), Arch Johnson (Frank Carruthers), Joan Huntington (Althea Milgrave), Coleen Gray (Martha Erskine), Abigail Shelton (Peggy Sutton), John Rayner (Tierney), Jack Betts (Bruce Strickland), Phil Arthur (direttore), Henry Hunter (reverendo Alford), Vera Marshe (Mrs. Alford), Roy Engel (detective), S. John Launer (giudice), Ray Montgomery (assistente/addetto), Mildred Harrison (cameriera)

## The Case of the Unwelcome Well
- Prima televisiva: 3 aprile 1966
- Diretto da: Harmon Jones
- Scritto da: Ernest Frankel, Orville Hampton

### Trama
- Guest star: Martin Braddock (Dick Yates), Gordon Wescourt (Job Rohan), Lee Miller (sergente Brice), Frank Biro (giudice), Wendell Corey (Jerome Klee), Paul Brinegar (Jason Rohan), Marilyn Erskine (Mirabel Corum), Les Tremayne (Harry Lannon), James Best (Allan Winford), Gloria Talbott (Minna Rohan), Danielle De Metz (Monique Martin), Edmund Hashim (principe Ben Ali Bhudeem), William Lanteau (Ross Darley), Hal Lynch (Matt Rohan), Robert Stephenson (guardia)

## The Case of the Dead Ringer
- Prima televisiva: 17 aprile 1966
- Diretto da: Arthur Marks
- Scritto da: Jackson Gillis

### Trama
- Guest star: Mike De Anda (messicano), Roland La Starza (buttafuori), Raymond Burr (Grimes), Alex Bookston (assistente manager), Indus Arthur (Barbara Kramer), Arlene Martel (Sandra Dunkel), Oliver McGowan (Otis Swanson), Henry Beckman (William March), Stewart Moss (Dan Swanson), Maurice Manson (Jess Parkinson), Tom Palmer (Franklin Bates), Chet Stratton (ministro/sacerdote), Alan Fordney (Harley), Grandon Rhodes (giudice), Anthony Jochim (truccatore), Ed Prentiss (giudice), Connie Cezan (receptionist)

## The Case of the Misguided Model
- Prima televisiva: 24 aprile 1966
- Diretto da: Jerry Hopper
- Scritto da: Ernest Frankel, Orville Hampton

### Trama
- Guest star: Darlene Enlow (White Snow), Lee Miller (sergente Brice), James Johnson (poliziotto), Robert Legionaire (poliziotto al posto di blocco), Mary Ann Mobley (Sharon Carmody), Paul Lukather (Dennis 'Duke' Maronek), Anthony Eisley (Rudy Blair), Rita Lynn (Fern Bronwyn), Don Dubbins (vice D.A. Vincent), James Griffith (Jake Stearns), Harry Holcombe (giudice), Armand Harrison (Ira Dewitt), Sarah Selby (commesso), Isabel Randolph (Madam Rosa Bruening), Lauren Gilbert (Dave Bronwyn), Eddie Quillan (agente), Lisa Davis (receptionist), Howard Davis (poliziotto)

## The Case of the Positive Negative
- Prima televisiva: 1º maggio 1966
- Diretto da: Jesse Hibbs
- Soggetto di: Robert Kent, Robert Yale Libott

### Trama
- Guest star: Ted de Corsia (George Emory), Anthony Hayes (Warren Cotton), Jim Drum (fotografo), John Gallaudet (giudice), Brian Donlevy (generale Roger Brandon), Bettye Ackerman (Laura Brandon), Parley Baer (Frank Cummings), Dabbs Greer (Bill Cotton), Simon Scott (Stanley Overton), Tom Allen (poliziotto)

## The Case of the Crafty Kidnapper
- Prima televisiva: 15 maggio 1966
- Diretto da: Jerry Hopper
- Scritto da: William Bast

### Trama
- Guest star: Walter Burke (Adams), William Bramley (Leon Vandenberg), Patricia Joyce (receptionist), Willis Bouchey (giudice), Gary Collins (Alex Tanner), Cloris Leachman (Gloria Shine), Douglas Henderson (Greg Stanley), Anne Whitfield (Patricia Tanner), Mary Foskett (Lola Stanley), John Lasell (Danny Shine), Pat Priest (Norma Fenn), John Holland (Bruno Grant), Lee Miller (sergente Brice)

## The Case of the Final Fadeout
- Prima televisiva: 22 maggio 1966
- Diretto da: Jesse Hibbs
- Scritto da: Ernest Frankel, Orville Hampton

### Trama
- Guest star: Saul Gorss (acrobata), Louie Elias (acrobata), Erle Stanley Gardner (giudice), Lee Miller (sergente Brice), James Stacy (Barry Conrad), Estelle Winwood (Winifred Glover), Jackie Coogan (Pete Desmond), Denver Pyle (Jackson Sidemark), Dick Clark (Leif Early), Gerald Mohr (Andy Rubin), Marlyn Mason (Erna Landry), Kenneth R. MacDonald (giudice), William Tannen (Frank), Margaret Shinn (starlet), Linda Burton (starlet), Maureen Crow (Adlib), Gail Patrick (spettatore della corte)